# Anna Sorokin
Anna Sorokin (en rus⁣: Анна Вадимовна Сорокина; romanitzat: Anna Vadímovna Sorókina) (Domodedovo, óblast de Moscou⁣; 23 de gener de 1991) és una estafadora russa-alemanya condemnada a presó. Entre el 2013 i el 2017, mentre vivia als Estats Units, es va fer passar per una rica hereva alemanya sota el nom d'Anna Delvey per estafar bancs, hotels i coneguts benestants. Va ser condemnada per múltiples càrrecs d'intent de furt més gran, furt en segon grau i robatori de serveis en relació amb aquests delictes el 2019. Una adaptació televisiva de la seva història titulada Inventing Anna va ser desenvolupada per Netflix i estrenada al començament de 2022, amb Julia Garner al paper principal.

## Primers anys
Sorokin va néixer el 23 de gener de 1991 a Domodedovo, una ciutat satèl·lit de classe treballadora al sud-est de Moscou. Era un dels dos fills de la família. El seu pare treballava com a conductor de camions, mentre que la seva mare era propietària d'una petita botiga de queviures abans de convertir-se en mestressa de casa. Un company de classe rus va descriure Sorokin com "una excel·lent estudiant" i "de caràcter fort", però que podia "ofendre fàcilment". La família es va traslladar a Alemanya el 2007, quan Anna tenia 16 anys. Va assistir al gymnasium femení d'⁣Eschweiler i els seus companys la van descriure com una noia tranquil·la a qui li costava l'idioma alemany.
Sorokin es va graduar a l'institut el 2011 i es va traslladar a Londres per assistir a Central Saint Martins, però el va deixar i va tornar a Alemanya. Va treballar com a becària en una empresa de relacions públiques abans de traslladar-se a París per començar unes pràctiques a la revista de moda francesa Purple. En aquell moment, va començar a anomenar-se a si mateixa Anna Delvey; els seus pares han dit que “no reconeixen el cognom”.

## Vida com a hereva falsa i delictes de frau
Durant l'estiu del 2013, Sorokin va viatjar a Nova York per assistir a la New York Fashion Week. En considerar que era més fàcil fer amics a Nova York que a París, va optar per quedar-se i es va traslladar a l'oficina de Purple al continent americà durant un breu període. Algun temps després de deixar la revista, va inventar-se la idea de l'Anna Delvey Foundation -un club privat de membres i una fundació d'art- i la va proposar a diversos membres benestants de l'escena social de la ciutat, com el magnat Aby Rosen i a l'empresari Roo Rogers. La seva proposta incloïa el lloguer de la Church Missions House com a lloc d'esdeveniments polivalent i estudi d'art.
El 2015, Sorokin va conèixer el mecenes i col·leccionista d'art Michael Xufu Huang en un sopar. En aquell moment, era un estudiant de la Universitat de Pennsilvània amb plans d'obrir un museu d'art privat. En assabentar-se que Huang planejava assistir a la Biennal de Venècia, Sorokin li va preguntar si podia acompanyar-lo. Huang va acceptar i va reservar un vol i una habitació d'hotel per a Sorokin amb la condició que se li reemborsessin les despeses. En tornar a Nova York, Sorokin va semblar "oblidar" l'acord i no va pagar. Huang va assumir inicialment que Sorokin estava simplement despistada. Tot i això, després que Huang assistís a la festa d'aniversari de Sorokin a Sadelle's el gener de 2016, el restaurant es va posar en contacte amb ell per preguntar-li si tenia les dades de contacte de Sorokin. L'esdeveniment s'havia reservat amb un número de targeta de crèdit no vàlid i amb dades de contacte falses. En aquell moment, Huang va teoritzar que Sorokin podia ser una estafadora i la va pressionar perquè pagués. Al final li va pagar, però des d'un compte de Venmo amb un nom desconegut.
Com que no tenia gaire èxit a l'hora de presentar la seva idea de la Fundació als inversors, Sorokin va decidir obtenir els diners necessaris per mitjans alternatius. Va crear extractes bancaris falsos que pretenien demostrar que tenia accés a uns 60 milions d'euros emmagatzemats en comptes bancaris suïssos i, el novembre de 2016, els va presentar com a part d'una sol·licitud de préstec de 22 milions de dòlars al City National Bank. L'entitat es va negar a concedir el crèdit quan Sorokin no els va proporcionar els extractes bancaris que acreditaven els actius suïssos, i va portar la sol·licitud de préstec a una altra empresa, Fortress Investment Group, la qual va acceptar considerar la sol·licitud si Sorokin pagava 100.000 dòlars per cobrir les despeses legals relacionades amb la sol·licitud. Per aconseguir aquests diners, Sorokin va tornar al City National Bank i va convèncer un empleat perquè li concedís un descobert temporal per aquesta quantitat, amb la promesa que els tornaria ràpidament.
Un director general de Fortress va començar a sospitar de la sol·licitud de Sorokin a causa de les discrepàncies en la seva documentació: per exemple, afirmava ser d'origen alemany, però al passaport figurava com a nascuda a Rússia. Quan el director va organitzar la verificació dels actius de Sorokin reunint-se amb els seus banquers a Suïssa, ella va retirar la sol·licitud de préstec per evitar un major escrutini. La part del sobregir no gastada per Fortress com a part del procés de diligència deguda, que ascendia a 55 000 dòlars, va ser tornada a Sorokin. La major part es va gastar en roba de luxe i estades a hotels.
Sorokin es va registrar a l'hotel 11 Howard al barri de SoHo, a Nova York, durant el febrer de 2017 i ràpidament es va fer coneguda pel personal de l'hotel per les generoses propines en efectiu que donava sovint als membres del personal, com un bitllet de cent dòlars per tasques simples. Després que la gerència descobrís que no hi havia cap targeta de crèdit als arxius de Sorokin, van insistir que liquidés la seva factura de 30.000 dòlars. Sorokin va fer arribar una ampolla de xampany Dom Pérignon del 1975 a la consergeria en un intent de mantenir el personal del seu costat; tot i això, la política de l'hotel va impedir al personal quedar-se amb el regal.
Durant el mes d'abril de 2017, Sorokin va dipositar xecs fraudulents per valor de 160.000 dòlars en un compte de Citibank, dels quals va poder recuperar 70.000 dòlars en fons utilitzables i després va transferir una part d'aquests fons a l'hotel per pagar la factura pendent. Tot i això, com que continuava negant-se a proporcionar una targeta de crèdit, l'hotel la va desallotjar. Al mes següent, va aconseguir convèncer al servei de reserves de vols xàrter Blade perquè li permetés reservar un vol de tornada a Omaha (Nebraska), sense pagar per avançat la tarifa de 35 390 dòlars. Sorokin va enviar a Blade un resguard de confirmació de transferència bancària falsificat, suposadament del Deutsche Bank, com a part del pla. Això va convèncer Blade a concedir el crèdit, en part perquè Sorokin havia conegut el director general de l'empresa, Rob Wiesenthal, en una festa, i l'equip executiu creia que representava un risc acceptable per al préstec. Wiesenthal la va denunciar a la policia l'agost del 2017 després de reiterats impagaments.
Després d'això, Sorokin va convidar tres amics, als quals els va dir que era un viatge "amb totes les despeses pagades" a Marràqueix (Marroc) el maig de 2017, suposadament perquè necessitava "reiniciar" el seu Sistema Electrònic per a l'Autorització de Viatges. Pocs dies després d'arribar a La Mamounia, el personal de l'hotel va dir que no havia pogut carregar les targetes de crèdit de Sorokin i va exigir una forma de pagament alternativa. Finalment, Sorokin va convèncer una dels seus acompanyants, Rachel DeLoache Williams, perquè pagués la factura de 62 000 dòlars de la seva estada, amb la promesa de reemborsar-la mitjançant una transferència bancària. Més tard, Williams va pagar altres despeses durant el viatge, incloent-hi articles comprats per Sorokin i una visita al Jardí Majorelle. Tot i les repetides promeses de Sorokin, no es va produir cap transferència bancària.
En tornar del Marroc, durant el mes de maig, Sorokin es va traslladar a l'hotel Beekman, aconseguint de nou reservar sense deixar una targeta de crèdit a l'arxiu. Unes tres setmanes més tard, després d'acumular una factura d'11.518 dòlars i no pagar malgrat les reiterades promeses, el Beekman també la va desallotjar. A continuació es va allotjar a l'hotel W New York Union Square, on va intentar una estafa semblant. No obstant això, va ser desallotjada de nou al cap de només dos dies. El Beekman i els hotels W van presentar càrrecs contra Sorokin per robatori de serveis. En aquell moment, Sorokin també estava sent investigada de manera independent per la Fiscalia del Districte de Manhattan pels casos de frau bancari.

## Acusació i arrest
L'agost de 2017 es va convocar un gran jurat per estudiar els càrrecs contra Sorokin, que finalment la va acusar de dos càrrecs de temptativa de furt major en primer grau, tres càrrecs de furt major en segon grau, un càrrec de furt major en tercer grau i un càrrec de delicte menor de robatori de serveis. El càrrec més greu estava relacionat amb la sol·licitud de préstec fraudulenta realitzada al City National Bank i al Fortress Investment Group, i els altres càrrecs de furt estaven relacionats amb els casos de frau amb xecs i l'incident al Marroc. El càrrec de robatori de serveis estava relacionat amb l'impagament de Sorokin de les factures dels hotels i restaurants.
Sorokin va ser detinguda el 3 d'octubre del 2017, en una operació encoberta planificada per Michael McCaffrey, un agent de policia de Nova York que treballa amb l'oficina del fiscal del districte de Manhattan. En aquell moment, Sorokin s'allotjava a Passages Malibu, un centre de tractament d'addiccions al comtat de Los Angeles de Califòrnia. L'agent McCaffrey va fer que Rachel Williams, antiga amiga de Sorokin, organitzés un dinar en un restaurant proper al centre per convèncer Sorokin que hi anés. Quan Sorokin va sortir del centre, va ser detinguda per agents del Departament de Policia de Los Angeles.
El fiscal del districte de Manhattan Cyrus Vance Jr. va anunciar l'acusació contra Sorokin a l'octubre de 2017. El 26 d'octubre del 2017, va anunciar formalment l'acusació contra Sorokin i va demanar que qualsevol altra víctima es donés a conèixer.

## Judici, condemna i sentència
El 18 de desembre del 2018, Sorokin va comparèixer davant el Tribunal Penal de la ciutat de Nova York i va rebutjar un acord de culpabilitat que oferia de tres a nou anys de presó; la jutge Diane Kiesel va fixar inicialment un judici que començaria el 20 de març de 2019.
L'advocat defensor de Sorokin, Todd Spodek, va contractar un estilista professional perquè li busqués roba per a les seves compareixences davant del tribunal, afirmant que "és imperatiu que Anna es vesteixi adequadament per al judici". Divendres del judici, Sorokin es va negar a entrar a la sala perquè no volia aparèixer amb la roba que se li havia lliurat a la presó i el seu vestit de civil per a aquell dia "no havia estat planxat". El jutge Kiesel va ordenar a Sorokin que comparegués, declarant: "Això és un judici. És una acusada en un cas penal. Lamento que la seva vestimenta no estigui a l'altura de les seves necessitats […] però ha de ser aquí". En defensa de Sorokin, Spodek va al·legar que havia estat tractant de pagar tot el deute. A més, va intentar descriure-la com una empresària i fins i tot la va comparar amb Frank Sinatra, afirmant que tots dos van crear una "oportunitat d'or" a Nova York.
El 25 d'abril del 2019, després de deliberar durant dos dies, un jurat va declarar a Sorokin culpable de vuit càrrecs, entre ells furt major en segon grau, intent de furt major i robatori de serveis. Sorokin va ser declarada no culpable de dos càrrecs més: un d'intent de furt major en primer grau (relacionat amb la sol·licitud de préstec original amb el City National Bank), i un altre de furt en segon grau (relacionat amb el suposat robatori de 62 000 dòlars a Rachel Williams a Marràqueix).
El 9 de maig de 2019, Sorokin va ser condemnada a una pena de 4 a 12 anys de presó estatal, a una multa de 24.000 dòlars i a pagar una restitució d'uns 199.000 dòlars.
Sorokin va ser empresonada a Rikers Island durant el judici. Després del judici, Sorokin, reclús número 19G0366 del Departament Correccional de l'Estat de Nova York, va ser allotjada inicialment al centre correccional de Bedford Hills abans de ser traslladada al centre correccional d'Albion.

## Fets posteriors a l'alliberament

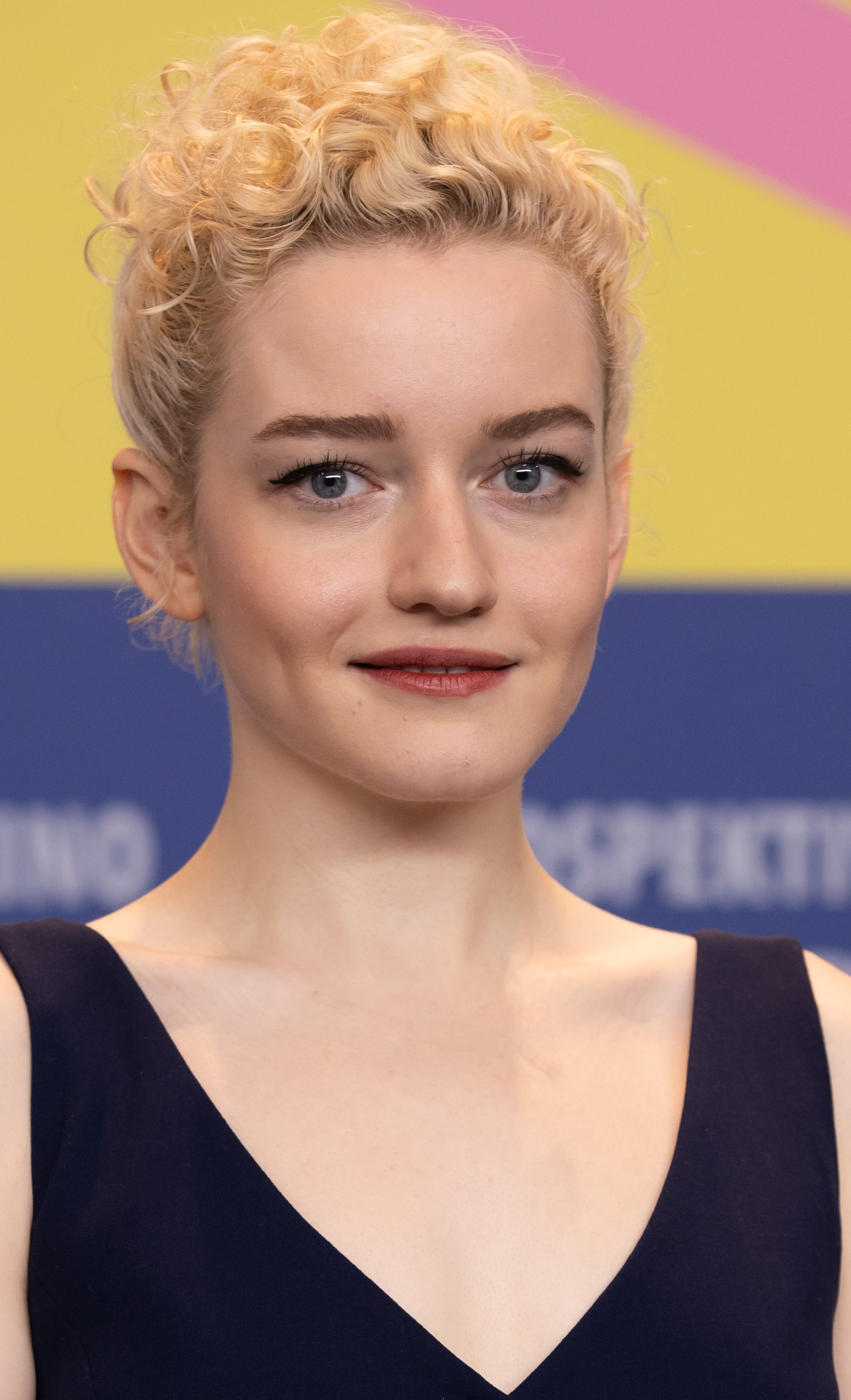
L'actriu nord-americana Julia Garner va interpretar Sorokin a la sèrie de Netflix Inventing Anna, estrenada a la plataforma el febrer de 2022.

Sorokin va sortir de la presó l'11 de febrer de 2021. El març d'aquell any, el Servei d'Immigració i Control de Duanes (ICE) va tornar a aturar-la per haver sobrepassat la durada del visat. El 2 d'abril de 2021 estava detinguda en una presó del comtat de Nova Jersey en espera de ser deportada a Alemanya, i el 28 de setembre de 2021 seguia sota la custòdia de l'ICE. Sorokin va rebre 320.000 dòlars de Netflix per la història de la seva vida, quantitat que es va veure obligada legalment a utilitzar per pagar la restitució deguda a les seves víctimes.

## Representació mediàtica
El 2018, la periodista Jessica Pressler va publicar l'article How Anna Delvey tricked New York's Party People, on va exposar Anna Sorokin. L'oficina del fiscal general de Nova York va demandar a Sorokin el 2019 emparant-se a la Llei estatal del Fill de Sam, que prohibeix que els condemnats per un delicte es beneficiïn de la seva publicitat. Llavors, Netflix i Shonda Rhimes, productora i creadora de sèries com Anatomía de Grey, havien adquirit els drets del perfil de Sorokin a la revista New York, amb la intenció de crear una sèrie de televisió. Com a resultat de la demanda, l'Oficina de Serveis a les Víctimes (OVS) de l'estat va congelar una bestreta de 140.000 dòlars pagada a Sorokin per Netflix, fet que va permetre a dos bancs defraudats emprendre accions de recuperació. El City National Bank va reclamar 100.000 dòlars i el Citibank els altres 40.000. Netflix va acordar enviar els futurs pagaments a un compte de dipòsit en garantia gestionat per l'advocat de Sorokin, Todd Spodek, i supervisat per l'OVS.
Julia Garner va ser triada per interpretar a Sorokin a la sèrie de Netflix, titulada Inventing Anna . Garner va visitar Sorokin a Rikers Island per preparar-se per al paper.
My Friend Anna, un llibre escrit per Rachel Williams, va ser publicat el juliol de 2019 per Gallery Books (un segell de Simon & Schuster), així com per Quercus al Regne Unit i Goldmann a Alemanya. Williams detalla les seves experiències amb Sorokin, incloent-hi com l'incident a Marràqueix la va afectar financerament i mentalment. HBO va adquirir els drets televisius de la història de Williams, amb un projecte en què es contava a Lena Dunham com a guionista.
El desembre de 2019, la BBC Radio 4 va presentar una sèrie de podcast parcialment dramatitzada sobre Anna Sorokin amb el títol Fake Heiress.
El cas de Sorokin va ser objecte d'un episodi de la sèrie de notícies 20/20 l'octubre del 2021. Al programa, Sorokin va ser entrevistada per Deborah Roberts mentre estava sota custòdia de l'ICE.
El 2022, el programa El búnquer de Catalunya Ràdio va dedicar un programa a analitzar en clau d'humor la biografia de Sorokin.